# Kosmos 5
Kosmos 5 – radziecki satelita technologiczny typu 2MS; oficjalnie wysłany w celu badania zewnętrznych warstw ziemskiej atmosfery, promieniowania kosmicznego i rozwoju podzespołów statków kosmicznych; rzeczywiste przeznaczenie statku było najprawdopodobniej inne.
Satelita został umieszczony na orbicie 28 maja 1962 roku. Początkowe parametry  lotu: perygeum – 203 km, apogeum – około 1600 km, czas obiegu – 105,75 minuty. Nachylenie orbity do płaszczyzny równika wyniosło 49,1°. Koniec misji  i powrót do atmosfery 2 maja 1963 roku.